# چارلی دیکسون (زاده ۱۸۹۱, بازیکن فوتبال اهل انگلستان)
چارلی دیکسون (انگلیسی: Charlie Dixon؛ زادهٔ ۲۲ ژوئیهٔ ۱۸۹۱) بازیکن فوتبال اهل بریتانیا است.
از باشگاه‌هایی که در آن بازی کرده‌است می‌توان به باشگاه فوتبال میدلزبرو، باشگاه فوتبال هارتل پول یونایتد، و باشگاه فوتبال دارلینگتون اشاره کرد.